# Sajádeva

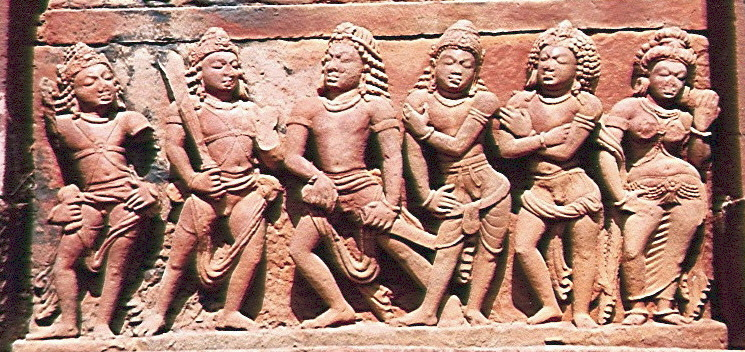
Los cinco hermanos Pándava: Bhima, Áryuna, Iudistira, Nakula y Sajádeva; a la derecha, su esposa en común, Draupadí. Fotografía de un altorrelieve en un templo en Deogarh.

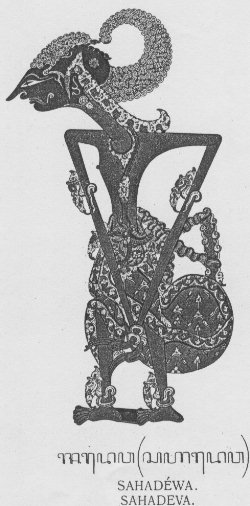
Sajádeva en el teatro javanés de títeres (wayang).

Sajádeva es un personaje del Majabhárata (texto épicorreligioso del siglo III a. C.). Era el más joven de los cinco hermanos Pándavas (‘hijos de [el rey] Pandú’). Nakula y Sajádeva eran gemelos nacidos de Madri ―segunda esposa del rey Pandú―, quien había invocado a los dioses gemelos Ashuini Kumara utilizando la bendición de la reina Kunti.

## Nombre
- sahádeva, en el sistema AITS (alfabeto internacional para la transliteración del sánscrito).
- सहदेव, en escritura devanagari del sánscrito.
- Pronunciación: /sajádeva/.[1]
- Etimología: ‘junto con los dioses’, siendo sajá: ‘junto con’, y devá: ‘dios, dioses’.[1]

En el Rig-veda (el texto más antiguo de la India, de mediados del II milenio a. C.) no existían aún los Pándavas ni la guerra del Majabhárata (aunque sí se encuentra la leyenda de la batalla de los Diez Reyes, que podría ser la semilla del texto Yaia, que fue el origen del Majabhárata). El personaje Sajádeva que se menciona allí es un rishí, con el patronímico Varsha-Guirá, ‘voz de toro’, en el Rig-veda (1, 107).

## Nacimiento y primeros años
Debido a la incapacidad de Pandú tener hijos (debido a la maldición de Kindama Rishi), para dar a luz a sus tres hijos Kunti tuvo que usar el don que le había dado el sabio Durvasa, que le permitió tener relaciones sexuales con tres dioses, Iamarash (con quien engendró a Iudistir), Vaiú (padre de Bhimá) e Indra (padre de Áryuna). Ella compartió la bendición con la segunda esposa de Pandú, Madri, quien invocó a los dioses gemelos Asuini Kumara para engendrar a Nakula y Sajádeva.
Más tarde Pandú perdió la vida cuando intentó tener relaciones sexuales con su esposa Madri. Esta última se inmoló en la pira funeraria de su marido, por lo que Nakula y Sajádeva perdieron a ambos padres a una edad temprana. Madri le recomendó a Kunti no inmolarse también ―como obligaba la religión hinduista― para que pudiera cuidar a los cinco hijos de Pandú.

## Matrimonio
Más tarde, Kunti y los cinco Pándavas se trasladaron a Jastinápura. Al igual que Nakula, la habilidad principal de Sajádeva era la esgrima (el manejo de la espada).
Sajádeva se describe como afable, tímido y virtuoso.
Por seguir una orden involuntaria de su madre Kunti («compartan entre ustedes cinco lo que trajeron», los cinco hermanos Pandavas tuvieron que casarse simultáneamente con la princesa Draupadi, y cada uno tuvo un hijo con ella. El hijo de Sajádeva con Draupadi se llamó Sruta Karma. Sajádeva también se casó con Viyaia, la hija de Diuti Mat, el rey de Madra, y tuvo un hijo llamado Sujotra.

## Conquista delrayasuia
Cuando Iudistira fue coronado emperador de Indraprastha, tenía que demostrar su imperio mediante el sacrificio rayasuia: enviar uno o varios caballos libres a correr de un reino a otro, seguido por un ejército que lo protegía. Sajádeva fue enviado al sur por su hermano mayor Iudistira, para subyugar reinos.
Sajádeva fue escogido específicamente para ir al sur debido a su experiencia con la espada, y porque el abuelo Bhismá opinó que los sureños eran más hábiles con la espada.
El Majabhárata menciona varios reinos del sur que fueron conquistados por Sajádeva:
- Surasena
- Reino de Matsia, el rey Dantavakra, reyes Sukumara, Sumitra, otros Matsias, y Patacharas.
- Vibhishana, el hermano de Ravana y nieto de Pulastia. Le ofreció diversos tipos de joyas y piedras preciosas, madera de sándalo, ornamentos celestiales, ropas costosas y perlas.
- En Kiskindha, los reyes monos Mainda y Duivida fueron derrotados en una batalla de 7 días.
- Ciudad de Mahishmati, gobernada por el rey Nila. Como el reino tenía las bendiciones de Agní (el dios del fuego), cuando el ejército de Sajádeva trató de invadirlo, un enorme incendio obstruyó el ejército; sin embargo, una oración a Agnideva habilitó a Sajádeva a completar la destrucción del reino.
- El rey Rukmi de Bhishmaka y los territorios de Bhoyakata
- El reino Nishada, la colina de Gosringa y el rey Srinimatha.
- Nava Rastra, bajo el rey Kunti Bhoya
- El rey Yamvaka, a orillas del río Charmanvati.
- Los reinos sobre las orillas del río Venua.
- Los reinos sobre las orillas del río Narmada.
- El reino de Avanti, los reyes llamados Vinda y Anuvinda, y la ciudad de Bhoyakata
- Rey de Kosala
- Rey de Tripura
- Rey de Saurastra
- Reino de Surparaka, Talakatas y Dandakas
- Las tribus mlecha que vivían en la costa del mar, el reino de los nishada, los caníbales, karna pravarna y los kalamukha (un cruce entre seres humanos y rákshasas), y toda la zona de las montañas Cole.
- Surabhi Patna, y la isla llamada la isla Copper, y una montaña llamada Ramaka.
- La ciudad de Timinguila y la tribu salvaje de los kerakas (que eran seres humanos con una sola pierna).
- La ciudad de Sanyaianti, los países de los pashandas, kara-jataka, paundrayas, dravidas, udrakeralas, andhras, talavanas, kalingas y ushtrakarnikas, sekas y iávanas.
- El reino Paurava.

## Exilio
Cuando el ludópata Iudistira perdió muchas veces en el juego de dados, perdió uno por uno su imperio y un absurdo exilio durante 13 años con sus hermanos y su esposa Draupadí.
Mientras estaban en el exilio, el demonio Yata Asura, disfrazado como un brahmán, secuestró a Sajádeva junto con Nakula, Iudistira y Draupadi; finalmente el poderoso Bhimá los rescató.
Una de las reglas del «juego» era que en el decimotercer año, los kurus podían buscar a los exiliados y matarlos; entonces los Pándavas adoptaron otras personalidades, disfrazados, y vivieron en el reino de Virata. Sajádeva se disfrazó de vaisia (pastor) y asumió el nombre de Aristanemi (entre los Pándavas lo llamaban Yaiad Bala).
Él trabajó como pastor de vacas que supervisó el mantenimiento y conservación de todas las vacas del reino.

## Papel en la Guerra de Kurukshetra
Sajádeva deseaba que el rey Virata fuera nombrado el general del ejército pándava, pero Iudistira y Aryuna optaron por Dhristadyumna, hermano de Draupadí.
Como guerrero, Sajádeva mató destacados héroes de guerra en el bando enemigo de los Kauravas. La bandera de carro de Sajádeva llevaba la imagen de un cisne plateado.
Durante la pérdida de los juegos de azar, Sajádeva había hecho un juramento de asesinar a Shakuni. Llevó a cabo esta tarea con éxito a los 17 días de la batalla de Kuruksetra. Entre otros destacados héroes de guerra asesinados por Sajádeva era Rukma Ratha, hijo de Shalia.
Después de la guerra, Iudistira nombró a Sajádeva como su guardaespaldas personal.

## Sacrificio de caballo
Iudistira luego realizó el ashua medhá iagñá (sacrificio de caballo) para restablecer su poder en todo el mundo. Para este sacrificio, dejaron suelto al mejor caballo durante un año, y cada hermano de Iudistira guio al ejército pándava, siguiendo al caballo. Se les pedía a todos los reyezuelos en las regiones que recorriera el caballo en su vagabundeo que se sometieran a Iudistira o enfrentaran una guerra. Todos pagaban tributo, estableciendo otra vez a Iudistira como el emperador del mundo.

## Retiro y ascenso al cielo
Al percibir la aparición de la era de kali iugá y entristecidos por la muerte de Krisna, Iudistira y sus hermanos se retiraron, dejándole el trono a Pariksit (el nieto de Áryuna), que era el único descendiente que había sobrevivido a la batalla de Kuruksetra.
Los Pándavas abandonaron todas sus pertenencias y lazos familiares, e hicieron un viaje final sin retorno de peregrinación a los Himalayas.
Mientras cruzaban los congelados valles y subían cada vez más alto, uno por uno Draupadí, Sajádeva, Nakula, Áryuna, Bhimá y Iudistira (en orden reverso de edad) cayeron y murieron, aplastados por la culpa de sus pecados. El único que alcanzó la cima de la montaña más alta fue Iudistira, debido a que no tenía ningún pecado que le pesara.